# Aleksandrs Samoilovs
Aleksandrs Samoilovs (* 6. April 1985 in Riga) ist ein lettischer Beachvolleyballspieler.

## Karriere
Nachdem Samoilovs bereits an der Jugend-Weltmeisterschaft 2003 teilgenommen hatte, wurde er im gleichen Wettbewerb 2004 in Porto Santo mit Mārtiņš Pļaviņš Fünfter. 2006 spielte Samoilovs drei Open-Turniere mit Ruslans Sorokins und trat anschließend wieder mit Pļaviņš an. In Roseto degli Abruzzi kamen die bei den Letten erstmals in die Top Ten eines Open-Turniers. Bei der WM in Gstaad schied die Letten nach drei 1:2-Niederlagen in der Vorrunde aus. Im folgenden Jahr sorgten sie zum Auftakt des olympischen Turniers in Peking für Aufsehen, als sie die amtierenden Weltmeister Rogers/Dalhausser aus den USA besiegten; im Achtelfinale unterlagen sie dann den Österreichern Gosch/Horst.
Samoilovs bildete anschließend ein neues Duo mit Sorokins. Bei der WM 2009 in Stavanger kamen Samoilovs/Sorokins als Gruppenzweiter in die K.-o.-Runde und im Achtelfinale gelang Rogers/Dalhausser die Revanche. Im gleichen Jahr erreichten sie das Endspiel der Kristiansand Open. 2010 schafften sie diverse neunte Plätze bei Grand Slams und Open-Turniere. Im Achtelfinale der EM in Berlin konnten sie die aktuellen Weltmeister Brink/Reckermann bezwingen, bevor sie gegen die Österreicher Doppler/Mellitzer verloren und Fünfter wurden. 2011 erreichten sie die erste Hauptrunde der WM in Rom und scheiterten im Tiebreak an den Brasilianern Ferramenta/Pedro. Bei den Olympischen Spielen 2012 in London belegten Samoilovs/Sorokins den neunten Platz.
Von 2013 bis 2023 spielte Aleksandrs Samoilovs zusammen mit Jānis Šmēdiņš. Samoilovs/Šmēdiņš erreichten auf der FIVB World Tour 2013 fast ausnahmslos Top-Ten-Platzierungen und wurden Tour-Champions sowie Vizeeuropameister in Klagenfurt. In der gleichen Saison gewannen sie ihre erste lettische Meisterschaft. Diesen Titel konnten sie ein Jahr später verteidigen. Zudem wurden sie 2014 wieder World Tour Champions und auf Sardinien erneut Vizeeuropameister. 2015 gewannen Samoilovs/Šmēdiņš in Klagenfurt am Wörthersee als erste Letten die Europameisterschaft. 2016 wurden die beiden zum dritten Mal sowohl Meister ihres Heimatlandes als auch Champions der FIVB World Tour. Herausragend waren dabei die Siege beim Grand Slam in Olsztyn und beim Major in Klagenfurt. Bei den Olympischen Spielen in Rio de Janeiro schieden sie allerdings bereits in der Vorrunde aus. 2017 und 2018 standen die beiden Sportler aus dem Baltikum zum vierten und fünften Mal im Finale der europäischen Kontinentalmeisterschaften. Ein Jahr später scheiterten sie in der ersten K.-o.-Runde. 2020, 2021 und 2022 war für sie das Achtelfinale die Endstation. In dieser Zeit und in der folgenden Saison gewannen sie jedoch drei weitere Male die lettische Meisterschaft (2020, 2022 und 2023).
Von Oktober 2023 bis Mai 2024 spielte Samoilovs an der Seite seines jüngeren Bruders Mihails Samoilovs. Die Letten wurden Zweite beim Futures auf Mallorca und erreichten das Achtelfinale beim Challenge in Haikou. 2024 überstanden sie sowohl die Qualifikation beim Challenge in Recife als auch beim gleichwertigen Event in Guadalajara, konnten jedoch beide Male keim Spiel im Hauptwettbewerb für sich entscheiden.